# Grzegorz Cwyl
Grzegorz Cwyl (ur. 28 września 1921 w Przydworzycach, zm. 15 maja 2004) – polski rolnik, poseł na Sejm PRL IV i V kadencji.

## Życiorys
Uzyskał wykształcenie podstawowe. Podczas II wojny światowej walczył w Batalionach Chłopskich. Prowadził indywidualne gospodarstwo rolne w Przydworzycach. W 1965 i 1969 uzyskiwał mandat posła na Sejm PRL z okręgu Radom, będąc członkiem Zjednoczonego Stronnictwa Ludowego. W trakcie IV kadencji zasiadał w Komisji Budownictwa i Gospodarki Komunalnej, a w trakcie V kadencji w Komisji Leśnictwa i Przemysłu Drzewnego. Odznaczony Odznaką 1000-lecia Państwa Polskiego.